# Ippolito I. d’Este

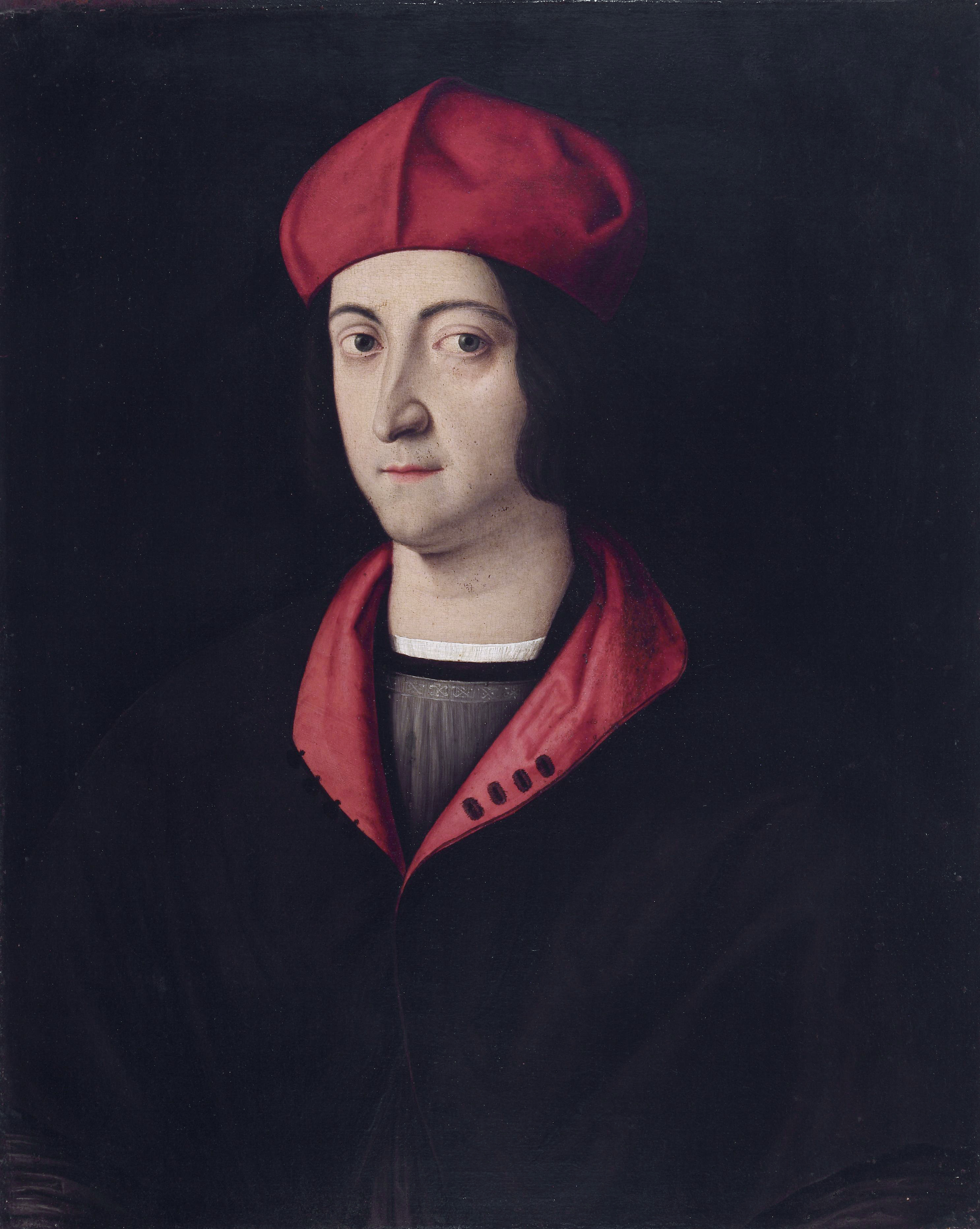
Kardinal Ippolito I. d’Este (Gemälde von Bartolomeo Veneto, 1502–1531)

Ippolito I. d’Este (* 20. März 1479 in Ferrara; † 3. September 1520 ebenda) war ein Sohn des Ercole I. d’Este, Herzog von Ferrara, Modena und Reggio, und Bruder von Isabella d’Este (1474–1539), Beatrice d’Este (1475–1497) und Alfonso I. d’Este (1476–1534).

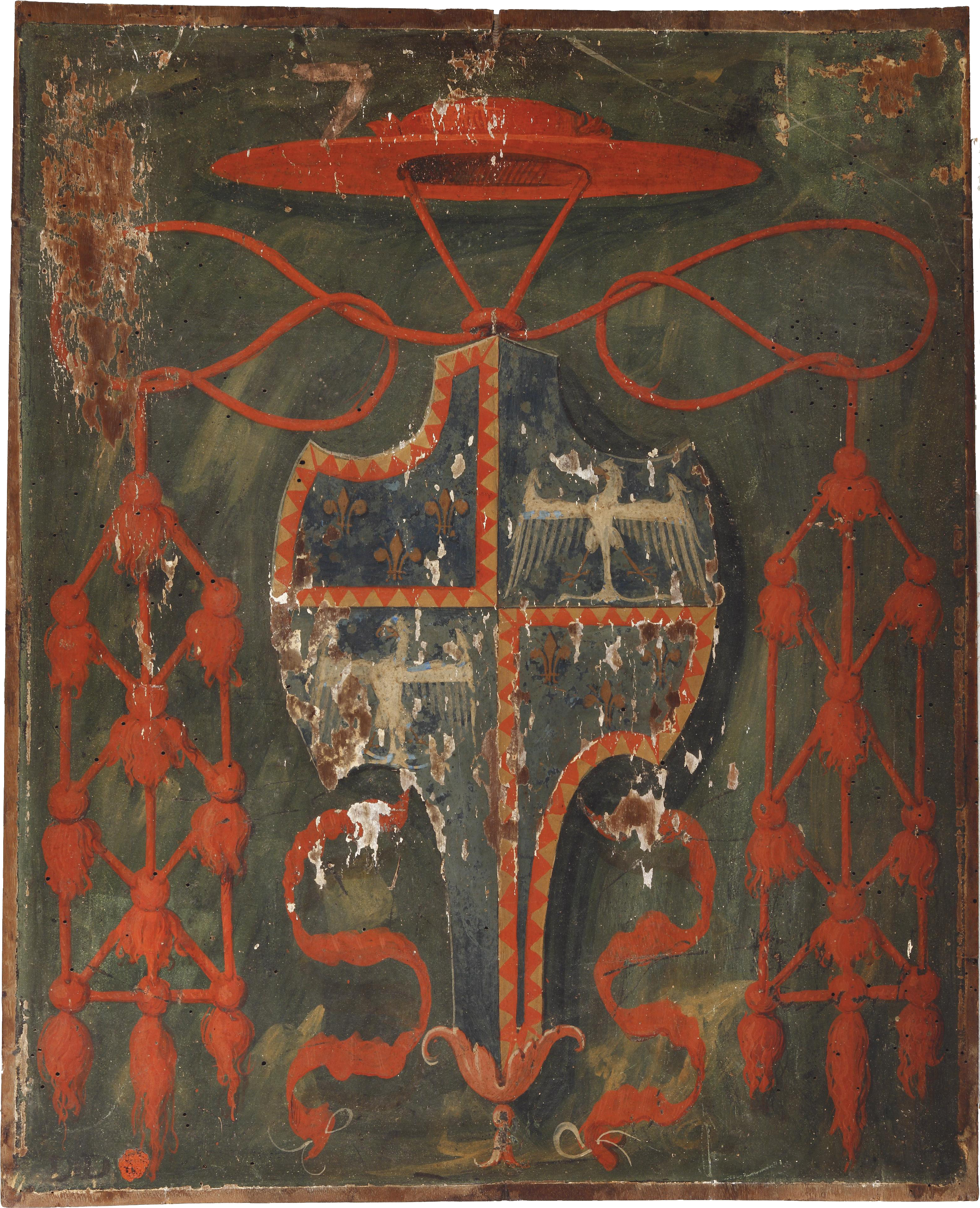
Wappen Ippolitos (vor 1532)

Bereits als Siebenjähriger wurde er von König Matthias Corvinus zum Erzbischof von Gran ernannt, als 14-Jähriger (1493) von Papst Alexander VI. zum Kardinal erhoben und zum Kardinaldiakon von Santa Lucia in Selci ernannt, sowie als 17-Jähriger zum Erzbischof von Mailand. Er tauschte mit Tamás Bakócz seinen Erzbischofsstuhl von Gran und wurde dafür Bischof von Erlau (1497–1520). Er war auch Erzbischof von Capua (ab 1502) sowie Bischof von Ferrara (ab 1503).
Im Jahr 1509 nahm Ippolito aktiv am Krieg gegen Venedig teil, und der Sieg von Polesella über die venezianische Flotte ist hauptsächlich ihm zu verdanken. Als Papst Julius II. Ferrara bedrohte und ihm in Abwesenheit des Herzogs die Regierung des Herzogtums Ferrara anvertraut wurde, konnte er die Stadt bewaffnen und gegen den Papst verteidigen. Als Ludwig XII. versuchte, den Papst auf dem Konzil von Pisa abzusetzen, konnte Ippolito nicht umhin, den Brief zur Einberufung des Konzils zu unterzeichnen, da Frankreich der einzige Staat war, der die Gründe der Familie Este vertrat, aber er hütete sich, nach Pisa zu reisen, was seine Versöhnung mit dem Papst erleichterte. Im Jahr 1517 reiste er ein letztes Mal nach Ungarn, und nach seiner Rückkehr starb er am 2. September 1520 in Ferrara an Verdauungsstörungen. Er hatte zwei leibliche Kinder, Ippolito und Elisabetta.
Ippolito I. d’Este ist Ludovico Ariostos Werk Orlando Furioso gewidmet.